# Punta Pati
Punta Pati (en inglés: Pati Point) es el punto más oriental del territorio estadounidense de Guam. Se encuentra en el extremo norte de la isla, cerca de la Base de la Fuerza Aérea estadounidense de Anderson. Un arrecife protegido y bahía se encuentra al oeste de Punta Pati, lugar que la separa del punto más septentrional de la isla, la Punta Ritidian (Ritidian Point).